# Kitchener
Kitchener je kanadské město v provincii Ontario. Bylo pojmenováno po britském vojenském veliteli Horatio Kitchenerovi. Je spojeno s městem Waterloo a oblasti se často říká Kitchener-Waterloo, někdy se k tomu ještě přidává město Cambridge, Kitchener, Waterloo a Cambridge se nazývá „Tri-city“ neboli „Trojměsto“. Město se od roku 1854 až do roku 1916 jmenovalo Berlin. Přejmenováno bylo po smrti maršála Kitchenera za první světové války.